# Олександр Михайлович Вишневецький
Олександр Вишневецький (? — 1555) — руський (український) князь гербу Корибут, військовий та політичний діяч Речі Посполитої, учасник Стародубської війни 1534–1537 років.

## Життєпис
Походив з родини Вишневецьких, котрі на той час були дрібними князями. Син Михайла Вишневецького, намісника брацлавського. Батько передав йому володіння на берегах річки Горині: вище родового гнізда з частиною Вишнівця й селами Бутин, Млинівці, Коханівці й Бакота.
Замолоду полюбляв військові вправи. 1512 року разом з Федором та Іваном Вишневецькими брав участь в успішній для християн битві проти кримських татар. Згідно з земельним переписом 1528 року мав виставляти 15 коней. Згодом стає старостою сандомирським.
1532 року отримує староство річицьке, у доживотне керування місто Річиця з усіма податками та доходами. 1533 року успадкував після смерті брата Федора Старшого Брагинську волость на Київщині. У 1534 році, скориставшись розгардіяшем після смерті царя Василія III (на бік Литви перейшли бояри С.Бельський та І.Ляцький-Захар'їн), разом з Юрієм Радзивіллом брав участь у поході проти Московського царства. Почалася Стародубська війна; невдало намагався захопити Смоленськ. Спустошивши Смоленщину, повернувся до Литви. 1535–1537 років воював на Стародубщині й Гомельщині (1503 року була захоплена Москвою), Гомель та навколишня земля повернулися до Великого князівства Литовського.
1549 року після загибелі брата Федька отримав землі на р. Горині нижче Манева й на р. Жираку з замком Передмірка, селами Борсуки, Нападівка, Вербовець, Лопушне, Білка й Доманінка. В 1540–1550 роках князь Олександр більше опікувався розбудовою маєтностей на Київщині. Опікувався налагодженням оборонних споруд для захисту від нападу з боку Московського царства.
Помер 1555 року, напевне, у своєму маєтку Брагін або у Річиці. Був похований у Києво-Печерській лаврі.

## Родина
Дружина — Катерина Скорутянка (Сангушко) з 1529 року. Діти:
- Максим Боніфацій (пом. 1565 р.).
- Олександр (пом. 1577 р.)
- Михайло (1529 — 1584 рр.)
- Стефанія (д/н — 1559), дружина (з 1558 року) Лукаша Курженецького.